# Tischfußballbund Österreich
Der Tischfußballbund Österreich (TFBÖ) wurde 2002 gegründet und setzt sich zum Ziel, den Tischfußballsport in Österreich zu etablieren. Er ist Mitglied der ITSF (2004) und hat seinen Sitz in Wien.
Bisher veranstaltete der TFBÖ erfolgreich vier Garlando-Weltmeisterschaften (2002–2005) und 9 Staatsmeisterschaften (2002–2011). Mit den Garlando World Championships Series (ehemals Garlando-Weltmeisterschaft) veranstaltet er jährlich das größte Turnier in Europa.

## Verbände / Mitglieder
Mitglied im TFBÖ sind sieben Landesverbände: Der Tischfußballbund Salzburg (TFB SBG), der Tischfußballbund Oberösterreich (TFB OÖ), der Tischfußballbund Wien (TFB W), Tischfußballbund Niederösterreich (TFB NÖ), der Kärntner Tischfußballverband (KTFBV), der Steirisch-Burgenländische Tischfußballbund (SBTB) und der Tischfußballbund Tirol (TFBT).

## Präsidenten
- 2002–2003: Winfried Neuhaus
- 2003–2005: Martin Krieger
- 2005–2008: Ludwig Rieger
- 2008–2010: Marko Lüftenegger
- 2010–2013: Daniela Rosicky
- 2013–2019: Thomas Wagner
- 2019–2023: Andreas Fercher
- seit 2023: Thomas Wagner